# Marot (imię)
Marot, Marotas – imię męskie pochodzenia perskiego, oznaczające "posłaniec". Patronem tego imienia jest św. Marotas z Persji, wspominany m.in. razem ze św. Łazarzem.
Marot Imieniny obchodzi 27 marca.
Zobacz też: Marotas